# Rainer Fritzsche
Rainer Fritzsche (* 3. September 1978 in Berlin) ist ein deutscher Synchronsprecher, Schauspieler sowie Hörspiel- und Hörbuchsprecher.

## Leben
Rainer Fritzsche ist seit Mitte der 1990er als Synchronsprecher tätig und war seitdem in zahlreichen Serien und Filmen zu hören. So ist er seit 2004 die deutsche Stimme von Brian Dietzen (als Jimmy Palmer) in der Serie Navy CIS und seit 2009 auch von Seamus Dever (als Kevin Ryan) in Castle. Zuvor war er unter anderem in den Serien Hinterm Mond gleich links (als Student Aubrey Pitman), The West Wing – Im Zentrum der Macht (als Charlie Young) oder Dexter (als Forensiker Vince Masuka) zu hören, in der dritten und vierten Staffel von True Blood lieh er seine Stimme Kevin Alejandro in der Rolle von Jesús Velásquez. Seit 2007 ist er ferner die deutsche Standardstimme von Joel David Moore. Im Anime Detektiv Conan ist Fritzsche als Dr. Tomoaki Araide (4. Stimme) zu hören.
In Transformers – Die Rache (2009) und Transformers 3 (2011) ist Fritzsche als deutsche Stimme von Wheelie zu hören. Seit Ice Age 2: Jetzt taut’s (2006) spricht er das Opossum Crash (im Original gesprochen von Seann William Scott) und seit Alvin und die Chipmunks – Der Kinofilm (2007) die Rolle von Theodore (im Original gesprochen von Jesse McCartney).
Als Schauspieler war Rainer Fritzsche bisher vorwiegend in Nebenrollen deutscher Fernsehproduktionen zu sehen, so unter anderem in Dr. Sommerfeld – Neues vom Bülowbogen, Unser Charly und Die Wache. Weiterhin spielt er auf verschiedenen Theaterbühnen in Berlin.

## Synchronrollen (Auswahl)
Seann William Scott
- 2006: Ice Age 2: Jetzt taut’s … als Crash
- 2009: Ice Age 3: Die Dinosaurier sind los … als Crash
- 2011: Ice Age – Eine coole Bescherung (Kurzfilm) als Crash
- 2012: Ice Age 4 – Voll verschoben … als Crash
- 2016: Ice Age – Kollision voraus! … als Crash
- 2016: Ice Age – Jäger der verlorenen Eier (Kurzfilm) als Crash

Joel David Moore
- 2008: The Hottie & the Nottie – Liebe auf den zweiten Blick … als Nate Cooper
- 2009: Gegen jeden Zweifel … als Corey Finley
- 2009: Avatar – Aufbruch nach Pandora … als Norm Spellman
- 2010: Ticket Out – Flucht ins Ungewisse … als Riley
- 2022: Avatar: The Way of Water … als Norm Spellman

Jesse McCartney
- 2007: Alvin und die Chipmunks – Der Kinofilm … als Theodore
- 2009: Alvin und die Chipmunks 2 … als Theodore
- 2011: Alvin und die Chipmunks 3: Chipbruch … als Theodore
- 2015: Alvin und die Chipmunks: Road Chip … als Theodore

Thomas Middleditch
- 2015: Bronze … als Ben
- 2015: The Final Girls … als Duncan
- 2019: Zombieland: Doppelt hält besser … als Flagstaff

Tom Kenny
- 2009: Transformers – Die Rache … als Wheelie
- 2011: Transformers 3 … als Wheelie

John Ross Bowie
- 2013: Dark Minions … als Mel
- 2013: Taffe Mädels … als New Yorker Agent

Cindy Robinson
- 2014: Monster High – Fatale Fusion … als Jackson Jekyll
- 2015: Monster High – Das große Schreckensriff als Jackson Jekyll

### Filme
- 1993: für Toshio Kobayashi in Coo, der Dino aus dem Meer … als Berichtender Soldat
- 1999: für Dennis Anderson in American Beauty … als Mr. Smiley’s Manager
- 2001: für Martin Dingle–Wall in Schiffbruch … als Dante
- 2003: für Michael Ealy in 2 Fast 2 Furious … als Slap Jack
- 2004: für Joshua Gomez in Girls United Again … als Sammy Stinger
- 2006: für Andy Dick in Beim ersten Mal … als Andy Dick
- 2007: für Tom McGrath in Shrek der Dritte … als Gary
- 2007: für Chris Carey in Zimmer 1408 … als Feuerwehrmann
- 2008: für Mark Doherty in A Film with Me in It … als Mark
- 2008: für Ben Best in Love Vegas … als Taxifahrer
- 2009: für Albert M. Chan in Der Womanizer – Die Nacht der Ex-Freundinnen … als Trauzeuge #2
- 2009: für B. J. Novak in Inglourious Basterds … als Pfc. Smithson Utivich
- 2010: für Zac Efron in Robot Chicken: Star Wars Episode III … als Anakin Skywalker
- 2011: für Seth Meyers in Happy New Year … als Griffin Byrne
- 2012: für Richard Ayoade in The Watch – Nachbarn der 3. Art … als Jamarcus
- 2013: für Topher Payne in Voll abgezockt … als Hairdresser
- 2013: für Albert „Trix“ Thompson in Battle of the Year … als MC Trix
- 2014: für Stéphane De Groodt in Barbecue … als Alexandre
- 2014: für Affion Crockett in Liebe im Gepäck … als Cedric
- 2015: für Adam Scott in Krampus … als Tom
- 2016: für Mike Birbiglia in Don’t Think Twice … als Miles
- 2016: für Kristoffer Joner in The Revenant – Der Rückkehrer … als Murphy
- 2017: für Daveed Diggs in Ferdinand – Geht STIERisch ab! … als Dos
- 2017: für Pekka Strang in Tom of Finland … als Touko Laaksonen
- 2018: für Rafe Spall in Jurassic World: Das gefallene Königreich … als Eli Mills
- 2019: für Martin Starr in Spider-Man: Far From Home … als Mr. Harrington
- 2019: für Leigh Gill in Joker … als Gary
- 2019: für Danny Collins in Cats … als Mungojerrie
- 2021: für Fred Armisen in Die Mitchells gegen die Maschinen … als Deborahbot 5000
- 2022: für Vincent Tong in Ice Age – Die Abenteuer von Buck Wild … als Crash
- 2025: Ein Minecraft Film … als Nichtsnutz

### Serien
- 1996–2001: für Chris Hogan in Hinterm Mond gleich links … als Aubrey Pitman
- 1999–2006: für Dulé Hill in The West Wing – Im Zentrum der Macht … als Charlie Young
- 2000: für Junko Takeuchi in Digimon … als Gomamon/Ikkakumon/Zudomon
- 2001: für Junko Takeuchi in Digimon 02 … als Gomamon/Ikkakumon/Zudomon
- 2002: X-DuckX – Extrem abgefahren … als Slax
- 2003–2004: für Yuki Kaida in Digimon Frontier … als Gomamon
- 2003–2004: für Akiko Kobayashi in Digimon Frontier … als Nyaromon
- 2005: für Ted Raimi in Invader Zim … als Eroberer Skoodge
- 2005: Invader Zim … in diversen Rollen
- seit 2005: für Brian Dietzen in Navy CIS … als Jimmy Palmer
- 2007: für Josh Lawson in Sea Patrol als Tobias „Toby“ Jones
- 2007–2012: für Jeremy Rowley in iCarly als Lewbert
- 2008: für Daisuke Kishio in Vampire Knight … als Kaname Kuran
- 2008–2010: für Leo Fitzpatrick in The Wire … als Johnny Weeks
- 2008–2014: für C. S. Lee in Dexter … als Vince Masuka
- 2008–2017: für Eugene Byrd in Bones – Die Knochenjägerin … als Dr. Clark Edison
- 2009: für Andy Comeau in Ghost Whisperer – Stimmen aus dem Jenseits … als Christopher Murray
- 2009–2013: für Sam Stockman in Whitechapel … als DC Kent
- 2009–2016: für Seamus Dever in Castle … als Kevin Ryan
- 2010–2012: für Kevin Alejandro in True Blood … als Jesús Velásquez
- 2010–2013: für Sergio Di Zio in Flashpoint – Das Spezialkommando … als Mike „Spike“ Scarlatti
- 2010–2013: für Arthur Darvill in Doctor Who … als Rory Williams
- 2011–2017: für William Salyers in Regular Show … als Rigby
- 2011–2013: für Patrick McKenna in Eddie Angsthorn … als Nestor
- 2012: für Miyu Irino in Yu-Gi-Oh! ZEXAL … als Astral
- 2012–2016: für Chad Lowe in Pretty Little Liars … als Byron Montgomery
- 2012–2016: für Will Forte in Willkommen in Gravity Falls … als Tyler Cutebiker
- 2012–2018: für David Faustino in DreamWorks Dragons … als Dagur der Durchgeknallte
- 2012–2020: für Ian James Corlett in Ninjago … als Skales
- 2013–2016: für James Hiroyuki Liao in Unforgettable … als Jay Lee
- 2014: Wickie und die starken Männer … als Ulme
- 2014–2016: für Rodrigo Pedreira in Violetta … als Gregorio
- 2014: für Andrew Jackson in Dumm Fu … als Wolfgang
- 2014–2016: für Paul Rugg in Die 7Z … als Lord Steifgesäß
- 2016–2017: für Mark Proksch in Better Call Saul … als Daniel „Pryce“ Wormald
- 2016–2018: für Rodrigo Pedreira in Soy Luna … als Reinaldo „Rey“ Gutierrez
- 2016–2018: für Arthur Darvill in Legends of Tomorrow … als Rip Hunter
- 2016–2018: für Paul Rust in Love … als Gus[4]
- 2018–2025: für Ralph Macchio in Cobra Kai … als Daniel Larusso
- 2020–2021: für David Berni in Ollies Rucksack … als Bernie Alves
- 2022: für Jake Austin Walker in Das Vermächtnis von Montezuma … als Liam Sadusky

### Videospiele
- Assassin’s Creed Odyssey … als Schwertfisch

## Filmografie (Auswahl)
- 1993: Ein Job fürs Leben
- 1994: Praxis Bülowbogen (Fernsehserie, Folge 4x09)
- 1995: Ausweglos (Fernsehfilm)
- 1996: Tote sterben niemals aus (Fernsehfilm)
- 2001: Die Meute der Erben (Fernsehfilm)
- 2004: Unser Charly (Fernsehserie, Folge 9x07)

## Hörspiele (Auswahl)
- Star Wars: The Clone Wars 16: (Hörspiel zur TV-Serie, episode: Grievous’ Hinterhalt)
- Lady Bedfort 82: Die Leiche im ewigen Eis
- Death Note (Hörspielserie, nach der Mangaserie von Tsugumi Ōba und Takeshi Obata), Lübbe Audio (Download), ISBN 978-3-8387-9298-9

## Hörbücher (Auswahl)
- 2011: Sergej Lukianenko: Labyrinth der Spiegel
- 2012: Charlotte Thomas: Das Erbe der Braumeisterin
- 2013: Karl Olsberg: Delete
- 2015: Karl Olsberg: Enter
- 2019: Kevin Hearne: Das Spiel des Barden (Fintans Sage 1, u. a. mit Santiago Ziesmer & Marie Bierstedt)